# Brockhurst
Brockhurst – dzielnica miasta Gosport, w Anglii, w Hampshire, w dystrykcie Gosport. W 2011 osada liczyła 5144 mieszkańców.